# Potis domkyrka
Potis domkyrka (georgiska: ფოთის საკათედრო ტაძარი/Potis sakatedro tadari), eller Poti Soboro domkyrka, är en georgisk-ortodox katedral belägen i den centrala delen av staden Poti vid svarta havskusten i regionen Megrelien-Övre Svanetien i västra Georgien.
Katedralen är en imitation av Hagia Sofia i Konstantinopel och byggdes mellan 1906 och 1907 med bidrag från Potis dåvarande borgmästare Niko Nikoladze. Nikoladze valde att placera kyrkobyggnaden i centrala Poti eftersom han ville att den skulle kunna ses från varje sida av staden.

## Historia
Arkitekterna bakom denna neo-bysantinska domkyrka var A. Zelenko och M. Marfeld. Ornamenten och dekorationerna i kyrkan är hämtade från de medeltida kristna domkyrkorna i Trabzonbergen.
År 1923, efter att röda armén invaderat Georgien, transformerade det kommunistiska styret domkyrkan till en teater och klockorna gavs till industrialiseringsstiftelsen. 
År 2005 restorerades kyrkan till en georgisk-ortodox domkyrka.

## Katedralen
Katedralen har en kapacitet för 2 000 personer.

## Inventarier
Inne i katedralen finns tre ikonostaser och bland deras dekorationer finns ikoner föreställande Sankt Nino, Sankt Andreas och David IV av Georgien.

## Bilder

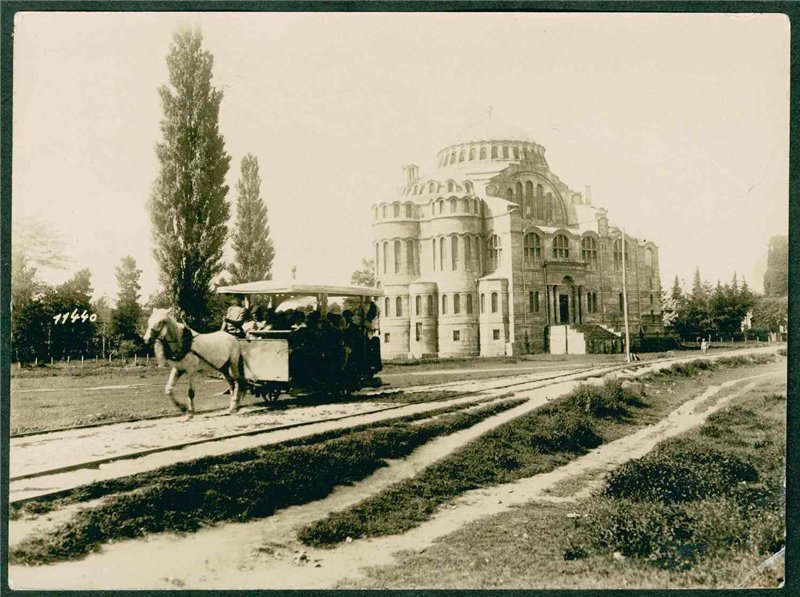
Potis domkyrka 1920.
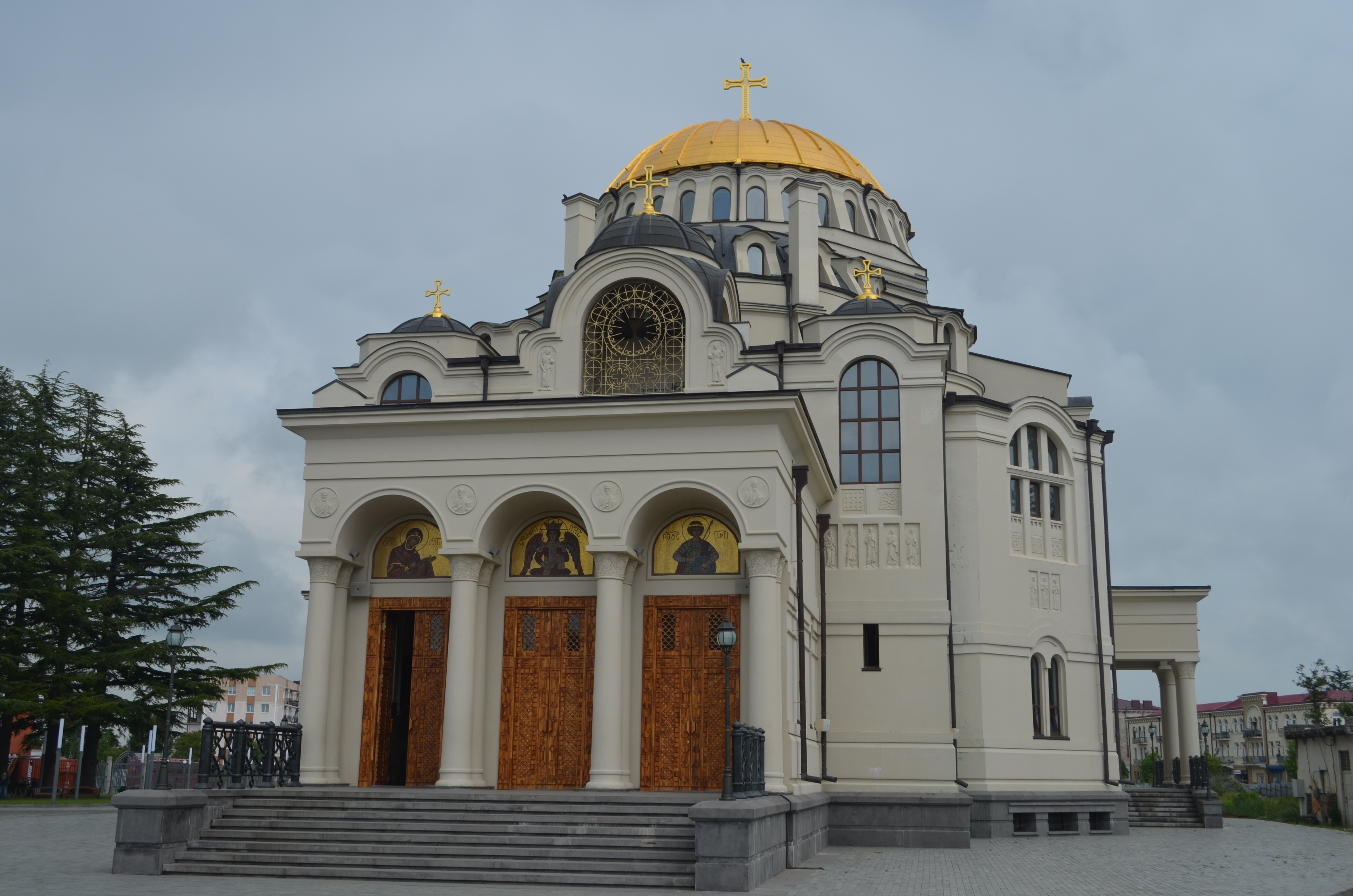
Framsidan